# Dactylis glomerata subsp. lusitanica
Dactylis glomerata subsp. lusitanica é uma subespécie de planta com flor pertencente à família Poaceae. 
A autoridade científica da subespécie é Stebbins & Zohary, tendo sido publicada em University of California Publications in Botany 31(1): 13, f. 10. 1959.
Os seus nomes comuns são dactila, dáctilo, dáctilo-comum, dáctilo-dos-lameiros, ervas-de-combos, panasco ou panasco-das-moitas.

## Portugal
Trata-se de uma subespécie presente no território português, nomeadamente em Portugal Continental.
Em termos de naturalidade é nativa da região atrás indicada.

## Protecção
Não se encontra protegida por legislação portuguesa ou da Comunidade Europeia.